# Fundusz Inwestycyjny Inicjatywy Trójmorza
Fundusz Inwestycyjny Inicjatywy Trójmorza (Fundusz Trójmorza, ang. Three Seas Initiative Investment Fund, 3SIIF) – komercyjny fundusz inwestycyjny zarejestrowany 29 maja 2019 roku w Luksemburgu w celu wspierania i wspófinansowania projektów infrastrukturalnych w regionie Trójmorza w trzech obszarach: transportu, energetyki i cyfryzacji. Ma służyć zacieśnieniu współpracy oraz poprawie infrastruktury w Europie Środkowej. Jednocześnie celem Funduszu jest przyniesienie zysku jego inwestorom. Za proces inwestycyjny Funduszu odpowiadają profesjonalne i niezależne podmioty z różnych państw. Wyłącznym doradcą inwestycyjnym 3SIIF jest brytyjska firma Amber Fund Management Ltd.
List intencyjny w sprawie utworzenia 3SIIF podpisali w 2018 r. przedstawiciele instytucji z sześciu państw. Obecnie w Funduszu są inwestorzy z dziewięciu państw (z Bułgarii, Chorwacji, Estonii, Litwy, Łotwy, Polski, Rumunii oraz Słowenii, Węgier) oraz dwaj inwestorzy prywatni. Suma pozyskanych środków 3SIIF wynosi 928 mln EUR. Fundusz uzyskał pełną zdolność operacyjną w lutym 2020 roku wraz z podpisaniem pierwszych umów subskrypcyjnych oraz wyłonieniem doradcy inwestycyjnego. Największym akcjonariuszem jest BGK. W 2020 roku na szczycie w Tallinie BGK ogłosił zwiększenie swojego wkładu do Funduszu o 250 mln EUR do 750 mln EUR. Docelowy budżet 3SIIF ma wynieść 3–5 mld EUR.

## Geneza i cel
Inspiracją do powołania Funduszu Inwestycyjnego Inicjatywy Trójmorza stała się Inicjatywa Trójmorza, czyli współpraca 12 państw Unii Europejskiej mająca na celu pobudzanie rozwoju gospodarczego w Europie Środkowej poprzez rozwój powiązań infrastrukturalnych w obszarach energii, transportu, komunikacji cyfrowej w regionie. Inicjatorem, współzałożycielem i głównym inwestorem 3SIIF jest Bank Gospodarstwa Krajowego. Podczas trzeciego szczytu Inicjatywy Trójmorza, który odbył się w Bukareszcie w 2018 roku podpisano list intencyjny o utworzeniu 3SIIF. W deklaracji przyjętej podczas czwartego szczytu Inicjatywy Trójmorza w Lublanie stwierdzono, że celem Funduszu jest uruchomienie, wspieranie i finansowanie priorytetowych projektów połączeń infrastrukturalnych, istotnych dla przyszłego dobrobytu i pomyślności regionu i jego mieszkańców, a zatem działających jako narzędzie tworzenia nowych możliwości oraz dalszego wzmacniania inwestycji i współpracy gospodarczej między 3SI, UE i innymi państwami partnerskimi.
Z perspektywy inwestycyjnej, głównym celem 3SIIF jest inwestowanie powierzonych mu środków w celu wygenerowania zysków dla inwestorów.
Szczegółowe cele obejmują:
- Pobudzenie i przyspieszenie rozwoju gospodarczego obszaru Trójmorza dzięki ulepszaniu oraz rozbudowie infrastruktury;
- Zwiększanie środków dostępnych na inwestycje w regionie;
- Zwiększanie partycypacji inwestorów prywatnych w finansowaniu inwestycji infrastrukturalnych;
- Ulepszenie łączności drogowej, kolejowej i cyfrowej na osi północ-południe;
- Wspieranie inwestycji w aktywa długoterminowe;
- Stymulowanie odbudowy gospodarczej po pandemii COVID-19.

## Struktura – główne organy decyzyjne
Walne Zgromadzenie – reprezentuje interesy ogółu akcjonariuszy 3SIIF, wybiera i odwołuje członków Zarządu, wybiera oraz odwołuje członków Rady Nadzorczej, decyduje o wydłużeniu albo skróceniu okresu działalności Funduszu;
Zarząd – odpowiada za bieżące funkcjonowanie 3SIIF i reprezentację, wybierany jest na maksymalnie sześcioletnią kadencję przez Walne Zgromadzenie;
Rada Nadzorcza – nadzoruje pracę Zarządu, jej członkowie nie muszą reprezentować konkretnych akcjonariuszy, kadencja trwa maksymalnie 6 lat.

## Dotychczasowe inwestycje Funduszu Trójmorza
Cargounit – 3SIIF objął 100% udziałów w firmie będącej regionalnym liderem wynajmu lokomotyw (z siedzibą w Polsce). Inwestycja ma pozwolić na rozwinięcie regionalnej sieci połączeń towarowych i pozytywnie wpłynąć na wymianę handlową w obszarze Trójmorza.
Greenergy Data Centers – 3SIIF objął 92% udziałów w firmie zajmującej się budową największego i najbardziej wydajnego centrum danych w regionie bałtyckim (Estonia). Inwestycja wykorzystuje wyłącznie energię ze źródeł odnawialnych.
Enery – 3SIIF objął pakiet udziałów w spółce Enery Development, która dysponuje elektrowniami słonecznymi w trzech państwach Trójmorza (Bułgaria, Czechy, Słowacja) i realizuje kolejne inwestycje.
BMF Port Burgas - 3SIIF nabył znaczącą część udziałów w spółce będącej największym operatorem portu w Burgas (Bułgaria). Zlokalizowany u wybrzeży Morza Czarnego jest ważnym węzłem komunikacyjnym łączącym region Trójmorza z Bliskim Wschodem i Azją Środkową.
R. Power - 3SIIF w lutym 2023 r. nabył mniejszościowy pakiet udziałów w spółce R. Power, działającej w branży energetyki odnawialnej w takich krajach jak Polska, Rumunia, Portugalia, Włochy czy Niemcy.